# Beeston St Lawrence
Beeston St Lawrence – wieś w Anglii, w Norfolk. W 1931 wieś liczyła 19 mieszkańców. Beeston St Lawrence jest wspomniana w Domesday Book (1086) jako Besetuna.